# Nýznerov (Skorošice)
Nýznerov (niem. Niesnersberg) – osada, część wsi gminnej Skorošice, położona w kraju ołomunieckim, w powiecie Jesionik, w Czechach.